# Ararendá
Ararendá este un oraș în statul Ceará (CE) din Brazilia.